# ماتسوموتو (ناغانو)
ماتسوموتو (باليابانية: 松本市 ماتسوموتو-شي) هي مدينة في محافظة ناغانو، اليابان. وتعد مدينة ماتسوموتو من المدن الخاصة في اليابان. تشتهر مدينة ماتسوموتو بقلعة ماتسوموتو، ومدرسة كايتشي أول مدرسة إعدادية في اليابان، ويقدر عدد سكانها بـ 242909 نسمة حسب تقدير مكتب الإحصاء الياباني في آذار لعام 2011.

## المناخ
يظهر الجدول التالي التغييرات المناخية على مدار السنة لماتسوموتو:
| البيانات المناخية لـماتسوموتو                       | البيانات المناخية لـماتسوموتو | البيانات المناخية لـماتسوموتو | البيانات المناخية لـماتسوموتو | البيانات المناخية لـماتسوموتو | البيانات المناخية لـماتسوموتو | البيانات المناخية لـماتسوموتو | البيانات المناخية لـماتسوموتو | البيانات المناخية لـماتسوموتو | البيانات المناخية لـماتسوموتو | البيانات المناخية لـماتسوموتو | البيانات المناخية لـماتسوموتو | البيانات المناخية لـماتسوموتو | البيانات المناخية لـماتسوموتو |
| الشهر                                               | يناير                         | فبراير                        | مارس                          | أبريل                         | مايو                          | يونيو                         | يوليو                         | أغسطس                         | سبتمبر                        | أكتوبر                        | نوفمبر                        | ديسمبر                        | المعدل السنوي                 |
| --------------------------------------------------- | ----------------------------- | ----------------------------- | ----------------------------- | ----------------------------- | ----------------------------- | ----------------------------- | ----------------------------- | ----------------------------- | ----------------------------- | ----------------------------- | ----------------------------- | ----------------------------- | ----------------------------- |
| الدرجة القصوى °م (°ف)                               | 18.8 (65.8)                   | 21.1 (70.0)                   | 25.9 (78.6)                   | 30.9 (87.6)                   | 32.3 (90.1)                   | 35.9 (96.6)                   | 37.9 (100.2)                  | 38.5 (101.3)                  | 35.3 (95.5)                   | 31.8 (89.2)                   | 25.6 (78.1)                   | 21.5 (70.7)                   | 38.5 (101.3)                  |
| متوسط درجة الحرارة الكبرى °م (°ف)                   | 5.0 (41.0)                    | 6.0 (42.8)                    | 10.5 (50.9)                   | 17.8 (64.0)                   | 22.9 (73.2)                   | 26.0 (78.8)                   | 29.4 (84.9)                   | 31.1 (88.0)                   | 25.7 (78.3)                   | 19.3 (66.7)                   | 13.6 (56.5)                   | 8.0 (46.4)                    | 17.9 (64.2)                   |
| المتوسط اليومي °م (°ف)                              | −0.4 (31.3)                   | 0.2 (32.4)                    | 3.9 (39.0)                    | 10.6 (51.1)                   | 16.0 (60.8)                   | 19.9 (67.8)                   | 23.6 (74.5)                   | 24.7 (76.5)                   | 20.0 (68.0)                   | 13.2 (55.8)                   | 7.4 (45.3)                    | 2.3 (36.1)                    | 11.8 (53.2)                   |
| متوسط درجة الحرارة الصغرى °م (°ف)                   | −5.2 (22.6)                   | −4.8 (23.4)                   | −1.5 (29.3)                   | 4.1 (39.4)                    | 9.9 (49.8)                    | 14.9 (58.8)                   | 19.2 (66.6)                   | 20.2 (68.4)                   | 15.9 (60.6)                   | 8.4 (47.1)                    | 2.1 (35.8)                    | −2.7 (27.1)                   | 6.7 (44.1)                    |
| أدنى درجة حرارة °م (°ف)                             | −24.8 (−12.6)                 | −20.4 (−4.7)                  | −17.9 (−0.2)                  | −10.1 (13.8)                  | −2.7 (27.1)                   | 2.3 (36.1)                    | 10.2 (50.4)                   | 8.0 (46.4)                    | 3.0 (37.4)                    | −3.6 (25.5)                   | −8.4 (16.9)                   | −19.2 (−2.6)                  | −24.8 (−12.6)                 |
| الهطول مم (إنش)                                     | 35.9 (1.41)                   | 43.5 (1.71)                   | 79.6 (3.13)                   | 75.3 (2.96)                   | 100.0 (3.94)                  | 125.7 (4.95)                  | 138.4 (5.45)                  | 92.1 (3.63)                   | 155.6 (6.13)                  | 101.9 (4.01)                  | 54.9 (2.16)                   | 28.1 (1.11)                   | 1٬031 (40.59)                 |
| متوسط تساقط الثلوج سم (إنش)                         | 28 (11)                       | 24 (9.4)                      | 17 (6.7)                      | 1 (0.4)                       | 0 (0)                         | 0 (0)                         | 0 (0)                         | 0 (0)                         | 0 (0)                         | 0 (0)                         | 0 (0)                         | 9 (3.5)                       | 79 (31)                       |
| متوسط أيام هطول الأمطار (≥ 0.5 mm)                  | 6.0                           | 6.6                           | 9.6                           | 9.1                           | 9.7                           | 11.1                          | 13.1                          | 9.7                           | 11.2                          | 9.0                           | 6.3                           | 5.4                           | 106.8                         |
| متوسط الأيام المثلجة                                | 11.2                          | 9.8                           | 4.9                           | 0.4                           | 0.0                           | 0.0                           | 0.0                           | 0.0                           | 0.0                           | 0.0                           | 0.0                           | 3.7                           | 30                            |
| ساعات سطوع الشمس الشهرية                            | 170.7                         | 163.5                         | 185.0                         | 202.1                         | 209.0                         | 163.6                         | 171.3                         | 205.4                         | 141.8                         | 159.9                         | 159.2                         | 166.0                         | 2٬097٫5                       |
| المصدر #1: وكالة الأرصاد الجوية اليابانية           |                               |                               |                               |                               |                               |                               |                               |                               |                               |                               |                               |                               |                               |
| المصدر #2: وكالة الأرصاد الجوية اليابانية (records) |                               |                               |                               |                               |                               |                               |                               |                               |                               |                               |                               |                               |                               |

## توأمة
لماتسوموتو (ناغانو) اتفاقيات توأمة مع كل من:
- جريندلفالد
- هيميجي
- سولت ليك
- لانغ فانغ
- كاتماندو
- كاوهسيونغ
- فوجيساوا
- تاكاياما
- كانازاوا
- سابورو
- كاغوشيما

## أعلام
- أكيهيرو موراياما
- هيوم تاناكا
- نوريوكي إيواداري
- ساتورو كوباياشي
- إيكو ناكاياما